# バイオハザード〜マルハワデザイア〜
『バイオハザード〜マルハワデザイア〜』 (BIOHAZARD marhawa desire) は、芹沢直樹による日本の漫画作品。カプコンから発売されているホラーアクションゲーム『バイオハザードシリーズ』を原作としている。秋田書店『週刊少年チャンピオン』2012年13号から2013年33号まで連載。最終話の掲載号にて、後日談『マルハワデザイア〜スペシャルエピローグ〜』の掲載予定が告知され、2013年43号に掲載された。

## 概要
バイオハザードシリーズ初の公式漫画化作品。カプコンのバイオハザード制作チーム自らがストーリーを制作し、『猿ロック』や『ルシフェルの右手』で知られる芹沢が作画を担当する。オリジナルストーリーではあるが『バイオハザード6』と連動した内容で、シナリオも『6』同様に菅正太郎が手掛けており、クリス・レッドフィールドをはじめ、原作ゲームシリーズのキャラクターも一部登場する。また、同シリーズの作品世界における初の学園ストーリーでもある。
単行本1巻分のストーリーに達する際には、連載を一時中断している。
時系列は『5』と『6』の間の2012年にあたるが、『6』における物語が厳密には2012年12月24日 - 25日から開始されるため、時系列的には『6』とほぼ同系列であるうえ、スペシャルエピローグでは後に中国で発生した事件にも触れられており、『6』につながる重要なストーリーでもある。
本誌連載に先駆け、カプコンのゲーム情報と漫画の総合誌『カプ本』（カプコン発行）にて、本作の前日談とも言える読切の外伝作品「エピソード0」「エピソード0.5」が発表されている。なお、エピソード0の一部シーンは本編第1話に流用されているが、クリスの表情や顔アップでの影など、連載版と若干ニュアンスが異なっている。
- 「エピソード0」 - Vol.1掲載（2011年9月20日発売）
- 「エピソード0.5」 - Vol.2掲載（2011年12月22日発売）

2015年には『バイオハザード リベレーションズ2』の発表と同時に、本作と原作ゲームスタッフによるバイオハザード公式漫画第2弾『バイオハザード〜ヘヴンリーアイランド〜』の制作が発表された。

## ストーリー
2012年、シンガポールにあるベネット大学の理工学部教授ダグ・ライトの元へ、ある日、アジア最大の名門校・マルハワ学園の理事長であるマザー・グラシアからの手紙が届く。その内容は、「学園内でバイオハザードが発生した」というものだった。甥のリッキー・トザワを助手として、ダグは直ちに現地へと向かう。そこの地下室で彼らは、グラシアから、ゾンビ化して監禁状態にされた女子生徒を見せられるのだった。
2人が学園に到着した後も、何人もの学園関係者がゾンビと化し、人を襲う事件が続発。外部と連絡を取り、救援を呼ぶべきとダグは主張するが、マザーはダグの提案を拒否し、事件を隠蔽しようと図る。事態は悪化の一途を辿り、やがて外界から隔絶された学園の敷地内は地獄へと変わっていく。

## 登場人物

### ベネット大学
シンガポールにある大学。リッキーはこの大学の理工学部に学生として、ダグは教授としてそれぞれ在籍している。学内の食堂ではチャンポンをはじめとした日本料理などもあり、ダグによると月に一度、教職員限定の試食会なども行われている模様。
リッキー・トザワ
本作の主人公。20歳。ベネット大学理工学部2年生で、従来のバイオハザードシリーズの主人公と違い、特別な知識や技術を持たない一般人だが、逆境には強い。陽気かつ熱くなりやすい性格で、曲がったことや筋の通らないことを嫌う正義漢であるため、過剰なまでにバイオテロや不祥事を隠蔽し続けるグラシアを当初は快く思っておらず敵意を持っていたが、後に彼女が人知れず苦悩を抱えていたことを知ってからは多少理解を示すようになり、彼女の非業な最期を目の当たりにした際には同情し、エピローグではダグの墓参りの際に彼女の事も弔っている。
大学教授のダグ・ライトは叔父で、10年前に母を亡くして以来世話になっており、校内でも「叔父さん」と慕っている。彼女ができたことはないが女好きで、授業もおろそかにして単位不足による留年寸前に陥ったため、単位獲得を条件にダグの助手としてマルハワ学園へ向かうことになる。そして、学園内で密かに発生していたバイオハザードの原因究明にダグと共に乗り出す。
序盤でゾンビ化したアリサに噛まれるが接触感染ではなかったことが幸いし、ウイルスに感染してのゾンビ化もまぬがれている。マルハワ学園の調査を通じて事件の真相を暴き、グラシアに先んじてその黒幕であったビンディの本性に気づくも、あと一歩のところでバイオテロを阻止できず、気絶させられる。意識を取り戻した時にはすでに学園は壊滅状態となっており、絶望的な状況下で親しい者や親しくなった者を次々と失い、一度は拳銃自殺しようとするが、すんでのところで駆け付けた国連管轄の対バイオテロ組織、BSAAのクリスたちと合流する。苦悩しながらもゾンビ化したダグを自らの手で射殺し、元凶であるビンディと実験体C16をクリスたちと共に撃破して脱出。今回の事件における（BSAA関係者を除いた）唯一の生還者となった。
生還後は大学中退から行方不明を経て、「闘いを収束させる」という叔父・ダグとの約束を果たすべく、ジャーナリスト見習いとなっており、事件終結から数か月後にはフードの女の正体を探るためにカメラと拳銃を手に、バイオテロに見舞われた中国の蘭祥（ランシャン）を訪れてその様子を撮影し、道中ジュアヴォに襲われている親子を助けている。同じく中国に到着していたクリスには再会こそしなかったが、その場を任せて、戦う彼の姿をカメラに収めている。
「しびれるねぇ」が決め台詞。
使用武器はタヒルを介してグラシアより支給されたグロック17（マルハワデザイア）で、マルハワ学園から生還後はベレッタM92を使用している（後日談）。劇中の他に単行本カバーイラストではブローニングHP（第1巻）、MAC-11（第4巻）を携えている。
ダグ・ライト
本作の準主人公。リッキーの叔父で、ベネット大学理工学部教授。44歳。細菌学を専攻しており、ウイルスや生物兵器に関して豊富な知識を持つ。マルハワ学園の理事長グラシアとは、かつての恋人同士。BSAA極東支部のアドバイザーでもあり、民間人の立場でありながらラクーンシティ壊滅の真相がt-ウィルスの蔓延とその滅菌作戦としてアメリカ政府の命令により発射された核ミサイルによることも知っている。
グラシアの過剰なまでに事実の隠蔽を働く姿勢にはリッキー同様に懐疑心を抱くが、グラシアやタヒルたちが文化祭の一件をすべてビンディが元凶であると擦り付ける形で沈静化させた際には、激昂するリッキーと違ってその手段をやむを得なかった方法であると理解を示すなど、多少冷徹ながらも現実的な判断力も持ち合わせている。
実験体C16との戦闘でリッキーを庇って重傷を負い、学園の医務室に搬送される。その後、医務室のベッドで昏睡中にC16によってゾンビ化させられ、リッキーの手で倒された。事件終結後、遺体はグラシアの隣の墓に埋葬された。
使用武器はタヒルを介してグラシアより支給されたベレッタM92だが、劇中では発砲していない。

### マルハワ学園
アジア某所に存在する『クダンカン』と呼ばれる国の北部 エルナウル地方に位置するアジア最大の名門校。1902年創設。全寮制で、世界中から名家の子息、令嬢などが在籍しているが、その多くは格式の高い家の生まれである事を自負して、エリート意識が強く、学園外の人間や貧乏人を見下す横柄な態度の選民思想者達である。四方を山地に囲まれた山間部にあり、外部との交通や連絡の手段も最低限のものしか用意されていない為、学園関係者の殆どは外部の人間と接触する機会がない一方、学内にはショッピングモールなども存在しており、ある程度生活に不自由する事はない模様。また、学園全体の動力源を司っている広大な地下施設や、マシンガンを搭載したヘリコプターなど、常識はずれな備品や設備なども整っている。その様な特殊な環境の影響から学園内は理事長であるマザー・グラシアを頂点とした絶対君主制に近い体制が敷かれており、生徒・教職員の全員がグラシアを心酔し、緊急事態が起きても彼女の指示ひとつで冷静さを取り戻すなど傍から見れば異様な状態となっていた。事実、ビンディとC16がパンデミックを引き起こし、グラシアが殺害された後は、生き残っていた生徒達は友人を捨て駒にして自分だけ助かろうとしたり、自ら死を選んだり、礼拝堂に避難して必死に神に救いを求めるなど、殆どは自分達が置かれた状況に適切に対処する事はできず、最終的にゾンビまたはビンディに殺害され、誰一人生き延びる事が出来なかった。ピアーズの連絡で遅れながらも駆けつけたBSAA極東支部の部隊によって学内のゾンビはほぼ一掃された後、学園は事実上廃校・封鎖される事となった。尚、一連の騒動で生還したのはリッキーやクリスらBSAA関係者だけであり、校内関係者の全員が死亡した為に証明する方法がなくなったことから、BSAA内のみの極秘事項とされ、公には「原因不明」とされ、生徒の遺族達にもその真相が明かされる事はなかったが、一部のマスコミによってグラシアが隠蔽し続けてきた学園で起きた不祥事の数々は明らかになり、その異常性が暴かれて世界中に報道され、多くの人々を驚愕させた。
マザー・グラシア / グラシア・デレニカス
マルハワ学園の女理事長。32歳。ダグの元恋人でもある。学園内で発生したバイオハザードを、学園の体面を守るために公にすること無く、極秘裏に解決するようダグに依頼をする。また、犠牲者と化した生徒たちを旧校舎ごと焼却処分させるなど、意味深な行動が見られる。
元々は資産家にして篤志家でもあった父を慕う娘であり、彼の意向で他の兄弟と同じように外国へ留学に出される。しかしその後父は自分の前に顔を出すことはなく、この不遇な扱いから「父は自分を愛していないのではないか」と疑念を抱き、成人してからもその思いは変わらなかった。父の死後に現れた父の代理人から生前の要望としてマルハワ学園の理事長就任を要請されるが、その役目が自分に務まるかどうか不安を抱きながらも結局は父の意向に従い就任。就任当日の式典で学園の生徒や教職員全員が自らに傅く様子を見て以来、このマルハワ学園こそが「父が自分に残してくれた聖域」と思うようになった。マルハワ学園を守ることに意欲を燃やすようになり、この点についてダグは「昔と今は精神的に反対」との旨の発言をしている。
今まで学園内で起きた都合の悪いことやそれによる数十件の不祥事を徹底的に隠匿し、ナナンのイジメに関してはビンディの訴えも全て握りつぶし、完全に見て見ぬ振りの放置状態であった。またビンディを理事長権限をもって学園祭の最中に発生した事件を引き起こした元凶として多くの生徒の前で生徒会長の地位を剥奪・自室にて3ヵ月の停学と謹慎処分にするなどの行き過ぎた処置がビンディを追い詰めてしまう。
このように一見すれば冷徹非情な人物に見えるが、その行動原理は決して悪意や名誉欲などではなく、タヒル曰く「子供のように純粋」な性格で、上記のような冷徹な手段をとり続けていた理由も全てはただ一心にマザーの父にして先代理事長が遺してくれた学園を守りたいという切なる思いからであり、かつての恋人であったダグの所有する車を破壊してリッキー共々学園から出られないようにするなど、事態を極秘に解決することに異常なまでに固執していた本当の理由も、3ヵ月前に起きたナナンの事件を隠蔽してしまった事により、後へ引けなくなったためであった。そして、彼女自身は一連の自分の行いに対し、内心では罪悪感や後ろめたさも感じており、リッキーやダグに真実を告白する際「ナナンは自分が殺した」と懺悔ともとれる発言をしている。
根は決して悪人ではないものの、学園を守るためとはいえ、数々の不祥事を隠蔽するのみで何の対策もとらずにいたその姿勢は学園の教員達の頂点に立つ理事長としては適正でなかったといえ、そこをフードの女に利用された結果、学園を愛し守りたいという過剰なまでに行き過ぎた彼女の思いは、学園を破滅へと導く遠因になるという皮肉な結果を招いた。
学園祭の一件が鎮静した後、ダグとリッキーに自ら3ヵ月前に起きた事件の真相を明かし、真実を知っても尚も自分を受け入れてくれたダグの励ましによって、ようやくこれまでのバイオハザードに関するすべての真実を公表する決意を固めるも、その矢先に出現したナナンこと実験体C16によってタヒルが死亡し、ダグも重症を負う事態となり、これを受けて事態が最早自分達だけで解決し得ない事を悟り、BSAAへ救援を呼ぼうとするも、その翌朝に本性を露わにしたビンディがC16を使って爆発感染（パンデミック）を引き起こし、多くの生徒達をゾンビにしてしまう。学園が大混乱に陥る中、これまでのすべての事件がビンディの手によって引き起こされていた事に気づき、学園関係者を無差別に虐殺していく彼女を止める為に対峙。銃撃するも、この時、ビンディは既に自身にもC16のサンプルを投与しており、怪物化した彼女の返り討ちに遭って致命傷を負い、父に対し学園と生徒達を守れなかった無念と謝罪の言葉を呟きつつ、駆けつけたリッキーにダグの姿を重ね、彼のことを想いながら死亡した。
後にダグの病室に残されていたダグ宛の手紙から、ダグやリッキーを脱出させる為に地下に緊急用ヘリを手配していたことが判明し、そのヘリは最終的にリッキーやクリス達の脱出手段として使用されるが、その手紙がダグに読まれることはなかった。
彼女の遺体は、後に学園に突入したBSAAに回収され、事件終結後、同じく遺体を回収されたダグの隣の墓に埋葬された。
使用武器はワルサーPPK、及びグロック17である。
初期段階の名前は「グラシア・シモンズ」であり、『6』の登場人物であるディレック・C・シモンズとの関係性を匂わせる設定だったが、最終的に変更された。
ビンディ・ベルガーラ
本作のヒロイン。学園の生徒会長。リッキーの行動から学園の裏で何かが起こっていることを察知し、リッキーに協力を申し出る。後に深夜のマルハワ学園の地下へ立ち入り調査する際、ボウガンを手にリッキーたちに同行する。
閉鎖的な社会でもあるマルハワ学園の中では、よそ者のリッキーに俗世界の人間は品がないと見下す発言をした女子生徒二人にその無礼を窘めるなど（1巻参照）、良識や分別のある人物。またそれ故にグラシアを盲信はせず、逆に彼女が学園の体面を守るために、都合の悪いことを徹底的に隠匿する彼女のやり方を批判している。
その正体は一連のバイオハザードを引き起こした黒幕であり、本性も、グラシアやアリサなどの本命の敵対者は勿論、（グラシアを心酔し、二年以上もイジメを受けているナナンを助けようとしなかったという理由で）他の一般生徒達や、イジメを知っていながらグラシア同様に何もしなかったレイ、タヒルなどの教職員、更にはリッキーやダグなど自分に協力的だった人間ですら、グラシアが呼んだ人間＝事情を話してもどうせグラシアに味方して信用できない（特にダグはグラシアの元恋人だから）という理由で容赦無く抹殺しようとする冷酷非道な性格である。
それでも本来は当初のリッキー達に見せていた表の顔と同じ、虐めを受けるナナンの苦労を労い、学園の閉鎖的かつ差別的な信条を改善しようとする平等的で心優しい性格だったが、三ヶ月前の事件でのナナンの死によって生じた狂気によって大きく歪んでしまった。
フードの女からC16のサンプルを受け取り、ナナンの死体に投与。以降はナナンを操り、ナナンをいじめた生徒達や、レイなどをゾンビにして小規模のバイオハザード事件を引き起こしていく。それもグラシアが今まで学園内で起きた不祥事を隠蔽し続けてきた罪を白日の下に晒して学園を正常化するためであったが、グラシアが多くの生徒の前で全ての罪をビンディに着せたことと、彼女に何の疑問もなく盲目的に従う生徒達を見て、もはやどんな手を尽くしても理事長が真実を表に出すことはなく、学園を変えることも無理だと悟り、目的を「学園を変える」事から「学園を壊す」事へと変更し、本格的な凶行に走り始める。
手始めに邪魔者であるリッキー達の前にC16をけしかけ、タヒルを死に追いやり、ダグを行動不能に陥らせた後、自身にもサンプルを投与し、事件の真相に気付いたリッキーを怪力で気絶させ、学園から脱出する為の移動手段を全て破壊し学園を完全に孤立させるなど、念入りな下準備を行った上で、C16を使って大勢の生徒達の前でバイオテロを決行した。これによって大勢の生徒達がゾンビに変貌、学園は大混乱へと陥る。
その後、辛うじてゾンビ化を免れていた生徒達を殺害して周る中で、グラシアと対峙し、彼女からの攻撃によって負った傷を再生させていく過程で、ジュアヴォ ルウカ・スルプの様な片腕が異形の腕に変異させると彼女を返り討ちにして殺害。全ての対象者達に復讐を終えた後も「ナナンを死に追いやった学園を破壊し尽くす」為に生存者を殺し続け、遂に聖堂に逃げ込んでいた最後の生き残りの生徒達を虐殺して、学園の生徒・教職員達を全滅に追いやった直後、駆けつけたメラ・ビジと遭遇し交戦。そのときの会話からウィルスの影響を濃く受けてメラに対して居丈高な態度をとっているものの、この時はまだ完全に理性を失っていないことがわかる。最初こそその驚異的な再生力で優位に立ったが、再生の隙を与えないメラの猛攻で徐々に追い込まれ、サナギ化する。その後、巨大な蜘蛛のようなクリーチャーへと変異。メラを圧倒したが、助けに入ったピアーズによって撃破された。
その後、学園から脱出しようとしたリッキー達を追って再び現れ、クリスによって撃破された実験体C16（ナナン）の姿を見て暴走。襲い掛かったが、リッキーやクリス達の銃撃を浴びた影響で、ウィルスの作用により発火、火に焼かれてようやく絶命した。
アリサ・リン
学園の副生徒会長。明るく軽快で社交的な印象の強いお嬢様でリッキーにカツアゲしようとしていた不良生徒たちを叱咤して追い払い、リッキーに対して友好的に接すると同時にアプローチをかけるなどし、彼からもビンディ共々好印象を持たれていたが、後にゾンビと化して寝起きのリッキーの前に現れ、彼に襲いかかる。即座にグラシア達に捕えられ、最終的にはグラシアの手配により旧校舎もろとも焼却処分された。
本性は全てが自分の思い通りにならないと気が済まないワガママで陰湿な性格の持ち主で、生前のナナンが受けていたイジメの主犯格でもあった。後にビンディとナナン（実験体C16）に奇襲され、ゾンビにされたことがビンディの口から語られる。
ラナ
マルハワ学園で最初にゾンビになった女子生徒。初めてマルハワ学園を訪れたダグとリッキーがグラシアに見せられたゾンビでもある。
ビンディ、アリサ、ナナンの同級生。アリサのように積極的にナナンのイジメには参加していなかったが、彼女の嫌がらせに対して見て見ぬふりをしていた為、ビンディの復讐の対象者に加えられ、実験体C16に変異したばかりのナナンの実験台にされる形でゾンビにされた。後にゾンビ化したアリサ共々、グラシアの手配により焼却処分された。
レイ・スー
主幹教諭。眼鏡をかけた男性で、タヒルとは内戦国で生まれ育ってからの親友同士。サーベルの使い手で、地下制御施設への立ち入り調査中にゾンビに襲われた際にも勇猛果敢にサーベルで立ち向かう。冷静沈着な性格だが、グラシアに心酔しており、目の前で少しでも彼女に対する不平や悪口を言う者にはサーベルを向けるなど短気な一面もある。
地下制御施設への立ち入り調査中、突然発生した原因不明の停電の間に忍び寄ってきたゾンビに咽喉を噛まれ絶命。死後ゾンビと化すが、タヒルの手で引導を渡された。
後に彼を死に追いやるきっかけとなった停電は、ビンディが故意に引き起こしたもので、ゾンビ化も地下制御施設内に潜伏していたC16によってガスを吸入された為であった事が、彼女自身の口から語られている。
タヒル・カプール
特別高等警備員。言動は荒っぽく、レイ同様にグラシアに心酔しているが、その一方で学園を守る事に必死になっているグラシアの現状を憂う思慮的な一面もある。地下への立ち入り調査時にはハンマーを手にゾンビ達と戦い、ゾンビと化したレイに引導を渡した。後にリッキーとダグに、自分とレイが内戦国で生まれその日生きるのにもままならぬ中グラシアの父に拾われ、彼が院長を務める孤児院で育った過去を明かす。同時に学園でのグラシアの行動が、幼い頃から慕っていた父が残した聖域であるマルハワ学園を守るのに必死なためと語り、また、三ヶ月前の事件にもレイ共々立ち会っていた為、彼女の苦悩を慮っている。地下での戦闘後、レイの死亡によって事態を重く見たグラシアから拳銃を支給され、ダグとリッキーに手渡した。
グラシアに心酔している者達の中では比較的良識的な考えの持ち主でもあるが、一方でグラシアの面目を守る為ならば手段を選ばず、グラシア以外の人物に対する配慮に欠けている一面もあり、生徒会でも問題になっていた不良男子2人（1巻第1話でリッキーにカツアゲを働こうとしていた生徒で、後にアリサの取り巻きであった事が発覚する）がゾンビになり学園祭が大パニックになった際には、ビンディを元凶に仕立て上げる方法をグラシアに提案し、事態を収める事には成功するも、それによりビンディを追い詰めてしまった結果、マルハワ学園壊滅の直接的な動機に繋がってしまった。
その後、ダグとリッキーに銃の扱い方を指導するが、グラシアが真実を公表する決意を固めた日の夜、ビンディの指示によって出現した実験体C16との戦闘で片腕を失う重傷を負い、さらにC16から口移しで特殊なガスを吸わされる。そして瀕死の状態でリッキーにゾンビと化すであろう自分を殺すよう頼むが、ためらったリッキーがまともに拳銃を撃てず銃弾は外れる。その直後にタヒルはゾンビ化するが、決意を固めたリッキーの手で倒された。
先代理事長
マルハワ学園の先代理事長で、グラシアの父親。故人。財力に恵まれた資産家ながら篤志家の面も持ち、内戦国に直接出向いてはレイやタヒルといった戦災孤児を自らが営む孤児院に入れるなど、精力的に動いていた。しかしその反面、幼い頃から自分を慕い、孤児院にも手伝いに通っていた娘のグラシアを、外国へ留学に出したきり放任したり、事前に何の相談もなくマルハワ学園の次期理事長に任命したりするという、人間的に不可解な面を有する。
ナナン・ヨシハラ
ビンディのクラスメイトで、日系人。物語開始時の3ヵ月前に行方不明になっている。
実家はかつて世界的に有名なレストランだったが、内部対立が原因で、ナナンが高等部に上がる直前に倒産し、このことが原因で貧乏な人間に対する偏見による陰口と蔑視に2年以上も晒されていた。
ナナンも最初は果敢に応戦していたが、度重なる嫌がらせはエスカレートして、イジメを働いたアリサ達とナナンの双方が怪我をするという暴力沙汰にまで発展していく。それがきっかけで学園の閉鎖的な社会に嫌悪感を抱き、どんなに訴えても少しも動かないマザー・グラシアに失望し、ついにはビンディと2人で学園から脱走して真実を外の世界に伝えようとするが、追いかけてきた警備員達との争いの果てに、近くにあった岩に頭を強打して死亡した。そして、この1件はグラシアの手によって隠蔽され、表向きは行方不明として処理され、父親にも真相は最後まで伝えられなかった。
ヤン・タイミン
中国人の男子生徒。肥満体型で臆病な性格。ゾンビ化した女生徒（本人曰く憧れていた先輩）に襲われそうになった際、幼なじみのクワンに助け出され、共にゾンビ達から逃れようとするも、ダクトを逃亡中に外れた天蓋より足から落下しそうになったところを複数のゾンビに捕まり食い殺された。
グエン・ティ・クワン
ベトナム人の女子生徒。タイミンの幼なじみで、性格は男勝り。学園内でバイオハザードが発生した際は金属バットを手にゾンビ達から逃れていた。タイミンがゾンビに食い殺された後、自身もゾンビに襲われかけたところをリッキーに助けられ、共にグラシアのいる部屋へ向かう。そこでグラシアの死を目の当たりにし、逆上して怪物化したビンディをバットで殴りつけるがビンディに怪力で外へ放り出され、そこでゾンビに襲われて死亡。

### BSAAメンバー
Bioterrorism Security Assessment Alliance。国家間を超えて活動する、国連管轄のバイオテロ対策組織。ただしアメリカ合衆国内では合衆国当局がBSAAの代わりを担っているため当局による検査終了後にBSAAがマルハワ学園へ介入する形になっている。
クリス・レッドフィールド
BSAA北米支部SOUのアルファチーム隊長。原作ゲームシリーズでも多くの作品に登場している。かつて存在していたラクーンシティのラクーン市警察（R.P.D.）管轄の特殊部隊、S.T.A.R.S.の元メンバーで、1998年に起こった洋館事件を発端として、バイオハザードが絡む様々な事件に立ち向かってきた。事件の3年前はアルバート・ウェスカーと決着している。本作におけるBSAAでの立場は、2013年の事件を扱った『バイオハザード6』に準じており、某スラム街でのバイオテロをピアーズ、メラとの共に鎮圧後、事件の報告のために極東支部アドバイザーであるダグの元へ行こうとするメラに対し、自身も数年前より彼に世話になっていた事もあり、ピアーズも引き連れて3人でベネット大学に向かうも、当のダグはBSAAへ有事の際のメッセージも残さないまま、不在となっている事を受けて、マルハワ学園へピアーズ、メラと共に向かう。到着後、たった一人、ゾンビと応戦していたリッキーと合流するが、ダグと会うためだけのつもりで来た故、装備も人員も万全で無いため、学園内のバイオハザード鎮圧よりもあくまで脱出を目指す。道中、実験体C16と応戦し、ウイルスガスに苦戦しながらも換気扇を入れたリッキーの助けもあり撃破に成功し、そして、遂にヘリポートまで辿り着き、メラを失いながらも自らヘリの操縦を行って3人で脱出する。
ピアーズ・ニヴァンス
BSAA北米支部アルファチーム隊員。『バイオハザード6』にも登場する狙撃手で、本作で先行的に登場。標的は絶対に外さないと言われる程の腕前で、将来的にはBSAAを背負って立つであろうと目されている逸材。事件の2年前フィロソフィー大学のバイオテロ鎮圧から登場している。クリス、メラと共にマルハワ学園へ到着後は、クリスの指示ですぐに一人、ジープで学園の外へ出向き、学園内のバイオハザード鎮圧のため、BSAA極東支部に応援を要請するが、到着に丸1日を要する事となってしまい、学園へ引き返すと、ビンディに苦戦するメラを援護し、ビンディを撃破する。そして、学園内のゾンビを蹴散らしながら脱出のために地下へ向かい、メラをナナンによって失うものの、脱出に成功する。
メラとは格闘訓練で手合わせして以来、良好な関係を築いており、彼女の死亡を一番悼んでいた。
メラ・ビジ
BSAA極東支部所属の女性エージェント。漫画版オリジナルキャラクター。ピアーズから「食事の事となると任務時以上の集中力（がある）」と言われる通り、美味と見なした料理への興味や食欲を隠さない、食欲旺盛な人物で、ベネット大学の食堂でもタロウが拵えたチャンポンを堪能していた。しかしバイオハザードの現場では真剣な姿勢で臨む。
かつてのラクーン事件で同市に出張していた両親を失った過去があり、そのためバイオテロへ並々ならぬ憎悪を抱き、科学者として長じてからBSAAへ当初は科学部の人間として入る。そして数年の歳月を経てB.O.W.の効率の良い殺傷法を確立してからそれを自らの手で実践したいという考えから科学部を去り実戦職へ転向を図る。訓練が始まったばかりの頃は実戦訓練では常に負け続け、保って1ヵ月で脱落すると思われていたが諦めずに訓練を続けた末、若手ながらピアーズとも互角に渡り合えるほどの腕前へと成長した。
マルハワ学園へ到着後は、変異したビンディと交戦し、その強力な再生能力から弾切れになる等、劣勢だったが、再生させる暇を与えない連撃やピアーズの援護もあり、辛くも勝利する。しかし、ヘリポートへクリス、ピアーズ、リッキーと共に到着するも、息を吹き返した実験体C16の攻撃からピアーズを庇って重傷を負い、脱出ヘリの中で息を引き取った。

### その他
フードの女
事件の陰で暗躍する黒いスーツを纏った謎の女。通信キューブを所持している。
ビンディをそそのかし、C-ウィルスのサンプルを渡して学園内におけるバイオハザードを引き起こさせた真の黒幕。
第3話他では、『6』のエイダ・ウォンと同じ靴を履いており、第30話・32話でやはりエイダと同じフックショットを使っている姿が描かれている。最終話では連絡を取り合っていた謎の人物に「エイダ」と呼ばれていた。なお、作中ではフードに隠されていて顔ははっきり描写されていない(最終話では、フードを脱いだ姿が描写されていたが、やはり、顔は影を帯びたような描写であり、こちらもはっきりと描かれていない)。
上記のエイダに似たフックショットを使った移動を行ったり、事件後、C16の肉片を研究所に持ち帰り、新たなバイオテロの準備を始めた事などから、その正体は『6』に登場するカーラ・ラダメスである事がうかがえる。
レオン・S・ケネディ
ラクーン事件発生当時は自ら志願してR.P.D.（ラクーンシティ警察署）に配属されたばかりの新米警官で、クレアと共にゾンビに立ち向かい、2005年以降はホワイトハウス直属のエージェントに就任。第2話でのダグのラクーン事件回想シーンで、シルエット姿のみ登場。
クレア・レッドフィールド
クリスの唯一の肉親である妹で、男勝りな性格。ラクーン事件発生時は女子大生だった。レオンと同じく、ダグのラクーン事件回想シーンでシルエット姿のみ登場。
タロウ・ヨシハラ
ナナン・ヨシハラの実父。経営していたレストランの倒産後にベネット大学の食堂のシェフを務め、特製のチャンポン麺はリッキーをはじめ生徒たちの人気メニューになっている。ダグ教授とリッキーの消息を追って訪れたクリスたちがマルハワ学園に行くことを知り、娘のナナンの捜索を依頼する。事件後は娘の死のみを知らされる。

## 登場クリーチャー
ゾンビ
マルハワ学園に現れた怪物。その特徴や、姿はt-ウィルスに由来する従来のゾンビと似ているが、手に持った武器をつかえる他、走ることも可能で、遭遇すると逃げ切るのは困難である。ただし、頭部が弱点であることは、従来のゾンビと変わらない。
また、 『ゾンビに噛まれた者が、二次感染してゾンビと化す』といった従来のゾンビに見られた接触感染の例は（少なくとも作中の描写からは）見られない。
リッカー
序盤のみの登場。t-ウィルスに感染した人間が変異したもの。
今回はとある街でのバイオテロに用いられており、クリスに襲い掛かろうとしたが、倒されている。
ケルベロス
ドーベルマンにt-ウィルスを投与して生み出されたB.O.W.。
リッカー同様、こちらも序盤のみの登場。同じくバイオテロに用いられている。
実験体C16
3ヵ月前に死亡したとされるマルハワ学園の女子生徒ナナン・ヨシハラの姿をしたクリーチャー。
顔の左半分こそ生前の頃のナナンの顔を残しているが、それ以外は全身と顔の右半分が肉腫に覆われ、肉腫の付いた触手を有しており、かなり醜悪な外見を持つ。
ビンディがフードの女から受け取ったC-ウィルスのサンプルをナナンの亡骸に投与した結果、亡骸がサナギ化し、誕生した。プールの水面に映った変異した自分の姿を見つめたり（4巻参照）、リッキーにC-ウィルスのサンプルを注入しようとしたフードの女の持つ注射器を破壊したり（リッキーにも攻撃していたので助けたわけではない）とナナンとしての自我は既に欠片ほどしか残っていないが、生前の親友だったビンディにだけは従う。
全身に大きな肉腫が生じている事や人間をゾンビ化するガスを使用している事から、『6』に登場するB.O.W「レポティッツア」に酷似しているが、これはレポティッツアが、C16のサンプルを元に改良を加えて生み出されたためである。また、肉腫の付いた触手による攻撃は非常に強力であり、人間の身体も易々と貫かせる程である。
立て続けに起こった生徒のゾンビ化事件およびパンデミックの元凶で、特定の個人に対して感染させる場合は「キス」をし、多数に感染させる場合は周囲にガスを撒き散らす。尚、作中の描写からは、ガスは死して間もない遺体にも効果がある模様。パンデミックの際に対峙したクリスをC-ウィルスのガス等で苦戦させたが、リッキーの機転によりガスが振り払われ、そこへ追撃を受けて身体を真っ二つにされる。しかしこの時点ではまだ活動を停止しておらず、ヘリで脱出しようとしたリッキーたちを襲撃し、ピアーズを庇ったメラに致命傷を負わせたが、最期はヘリに積まれていた機関銃の銃撃で木っ端微塵にされた。
その後、その肉片がフードの女によって回収され、彼女の研究所に持ち帰られている。
ビンディ
マルハワ学園におけるバイオハザードの黒幕であるビンディがフードの女から貰った注射器のC-ウィルスのサンプルを自らに投与して変異したもの。
グラシアと対峙した最初こそ人間の姿を完全に保ってはいたが、度重なるダメージに伴う再生によって、右腕が巨大な爪の尖った腕に変異したり、顔半分が複数の複眼が生じたりする等、ジュアヴォに酷似した変異を起こしていき、徐々に化け物の姿へと変化していく。
最終的にはメラの立て続けの追撃を受け、更なる変異を起こし、サナギから巨大な蜘蛛のようなクリーチャーに変異する。
自我が失われたかは、描写も触れられる事も作中ではなかったため、明らかになっていないが、メラ達に1度倒された後、フードの女にC16（ナナン）は自分達が連れ帰ると言われた際や、真っ二つにされた姿を見つけた際に嘆くかのような叫び声を上げる等、生前の自我が残っているかのような様子を見せている。
ジュアヴォ
スペシャルエピローグに登場。C-ウィルスを投与された人間の成れの果て。
自我は既に失われているが、知能は健在で、青竜刀や、マシンピストル等を扱い、言葉を理解して集団で行動する等の動きを見せる。
顔には複数の複眼が存在しており、京劇のお面によってそれを隠している。また、再生能力に優れ、再生が追い付かない程のダメージを受けるとその部位が再生の過程で変異を起こす。
中国にて発生したバイオテロにおいて多数出現しており、クリスやピアーズ達、BSAA北米支部隊アルファチームが事態の収束にあたっていた。

## 単行本
- 芹沢直樹 『バイオハザード〜マルハワデザイア〜』 秋田書店〈少年チャンピオンコミックス・エクストラ〉、全5巻
  1. 2012年6月8日発売[9] ISBN 978-4-253-13291-6
  2. 2012年10月5日発売 ISBN 978-4-253-13292-3
  3. 2013年1月8日発売 ISBN 978-4-253-13293-0
  4. 2013年5月8日発売 ISBN 978-4-253-13294-7
  5. 2013年10月8日発売 ISBN 978-4-253-13295-4[10]